# (20019) Yukiotanaka
(20019) Yukiotanaka est un astéroïde de la ceinture principale.

## Description
(20019) Yukiotanaka est un astéroïde de la ceinture principale. Il fut découvert le 2 novembre 1991 à Kitami par Atsushi Takahashi et Kazuro Watanabe. Il présente une orbite caractérisée par un demi-grand axe de 2,67 UA, une excentricité de 0,34 et une inclinaison de 2,2° par rapport à l'écliptique.

## Compléments